# Copa Rous
La Copa Rous (Rous Cup) fue un torneo de fútbol amistoso entre las selecciones de Escocia, Inglaterra y, más adelante, una selección de Sudamérica. El torneo se creó en reemplazo del British Home Championship.

## Historia
La Copa Rous surgió por iniciativa de Escocia e Inglaterra, quienes buscaban una competencia amistosa más competitiva que el British Home Championship. El torneo fue nombrado en honor de Sir Stanley Rous, antiguo árbitro y secretario de la Football Association y expresidente de la FIFA. En un principio, participaban únicamente Escocia e Inglaterra, aunque en años posteriores se sumó una selección de América del Sur. El torneo se desarrollaba con el sistema de todos-contra-todos a una vuelta. Escoceses e ingleses alternaban la localía de sus enfrentamientos de temporada en temporada, mientras que la selección sudamericana disputaba un encuentro en Escocia y otro en Inglaterra. Tras cinco ediciones, el torneo fue abandonado.

## Lista de campeones
| Año           | Primero    | Segundo    | Tercero |
| ------------- | ---------- | ---------- | ------- |
| 1985 Detalles | Escocia    | Inglaterra | —       |
| 1986 Detalles | Inglaterra | Escocia    | —       |
| 1987 Detalles | Brasil     | Inglaterra | Escocia |
| 1988 Detalles | Inglaterra | Colombia   | Escocia |
| 1989 Detalles | Inglaterra | Escocia    | Chile   |